# سرخ کوله
سرخ کوله، روستایی از توابع بخش رودبارالموت شهرستان قزوین در استان قزوین ایران است. ساکنین سرخ کوله تات‌زبان هستند.

## جمعیت
این روستا در دهستان الموت بالا قرار دارد و براساس سرشماری مرکز آمار ایران در سال ۱۳۸۵، جمعیت آن ۷۸ نفر (۲۲خانوار) بوده‌است.